# Pohřebiště srbských panovníků

Znak srbského království

Seznam pohřebišť srbských panovníků zahrnuje srbské panovníky, kteří vládli jako knížata, králové či carové.
| Jméno                          | Doba života | Místo pohřbení                                   |
| ------------------------------ | ----------- | ------------------------------------------------ |
| král Štěpán I. Prvověnčaný     | 1170–1227   | Klášter Morača, Černá Hora                       |
| car Štěpán Uroš IV. Dušan      | 1308–1355   | Chrám svatého Marka (Bělehrad)                   |
| car Štěpán Uroš V.             | 1336–1371   | Katedrála svatého Michaela archanděla (Bělehrad) |
| kníže Miloš Obrenović I.       | 1780–1860   | Katedrála svatého Michaela archanděla (Bělehrad) |
| kníže Michal Obrenović III.    | 1823–1868   | Katedrála svatého Michaela archanděla (Bělehrad) |
| kníže Milan Obrenović II.      | 1819–1839   | Katedrála svatého Michaela archanděla (Bělehrad) |
| kníže Alexandr I. Karađorđević | 1806–1885   | Kostel svatého Jiří (Oplenac); Topola            |
| Persida Nenadović              | 1813–1873   | Kostel svatého Jiří (Oplenac); Topola            |
| král Milan I.                  | 1854–1901   | Krušedolský monastýr; Fruška Gora                |
| Natálie Keșcu                  | 1859–1941   | Hřbitov v Lardy; Seine-et-Oise                   |
| král Alexandr I. Obrenović     | 1876–1903   | Chrám svatého Marka (Bělehrad)                   |
| Draga Mašínová                 | 1864–1903   | Chrám svatého Marka (Bělehrad)                   |
| král Petr I.                   | 1844–1921   | Kostel svatého Jiří (Oplenac); Topola            |
| Zorka Černohorská              | 1864–1890   | Kostel svatého Jiří (Oplenac); Topola            |
| král Alexandr I. Karađorđević  | 1888–1934   | Kostel svatého Jiří (Oplenac); Topola            |
| Marie Rumunská                 | 1900–1961   | Kostel svatého Jiří (Oplenac); Topola            |
| král Petr II.                  | 1923–1970   | Kostel svatého Jiří (Oplenac); Topola            |
| Alexandra Řecká a Dánská       | 1921–1993   | Kostel svatého Jiří (Oplenac); Topola            |